# راندولف كوهن
راندولف كوهن (بالإنجليزية: Randolph Cohen) هو اقتصادي أمريكي، ولد في 1965 في فيلادلفيا في الولايات المتحدة.